# العلاقات البوروندية الكوبية
العلاقات البوروندية الكوبية هي العلاقات الثنائية التي تجمع بين بوروندي وكوبا.

## مقارنة بين البلدين
هذه مقارنة عامة ومرجعية للدولتين:
| وجه المقارنة                                              | بوروندي                                    | كوبا                              |
| --------------------------------------------------------- | ------------------------------------------ | --------------------------------- |
| المساحة (كم2)                                             | 27.83 ألف                                  | 109.88 ألف                        |
| عدد السكان (نسمة)                                         | 10.86 مليون                                | 11.48 مليون                       |
| الكثافة السكانية (ن./كم²)                                 | 390.23                                     | 104.48                            |
| العاصمة                                                   | بوجومبورا، جيتيغا                          | هافانا                            |
| اللغة الرسمية                                             | اللغة الكيروندية، لغة فرنسية، لغة إنجليزية | اللغة الإسبانية                   |
| العملة                                                    | فرنك بوروندي                               | بيزو كوبي، بيزو كوبي قابل للتحويل |
| الناتج المحلي الإجمالي (بليون دولار)                      | 3.48 مليار                                 | 87.13 مليار                       |
| الناتج المحلي الإجمالي (تعادل القوة الشرائية) بليون دولار | 8.13 مليار                                 |                                   |
| الناتج المحلي الإجمالي الاسمي للفرد دولار أمريكي          | 277                                        |                                   |
| الناتج المحلي الإجمالي للفرد دولار أمريكي                 | 77                                         |                                   |
| مؤشر التنمية البشرية                                      | 0.400                                      | 0.769                             |
| رمز المكالمات الدولي                                      | +257                                       | +53                               |
| رمز الإنترنت                                              | .bi                                        | .cu                               |
| المنطقة الزمنية                                           | ت ع م+02:00                                | 00                                |

## منظمات دولية مشتركة
يشترك البلدان في عضوية مجموعة من المنظمات الدولية، منها:
| علم المنظمة | اسم المنظمة                                 | تاريخ انضمام بوروندي | تاريخ انضمام كوبا |
| ----------- | ------------------------------------------- | -------------------- | ----------------- |
|             | يونسكو                                      | 16 نوفمبر 1962       | 29 أغسطس 1947     |
|             | منظمة حظر الأسلحة الكيميائية                | ?                    | ?                 |
|             | منظمة التجارة العالمية                      | 23 يوليو 1995        | ?                 |
|             | الاتحاد البريدي العالمي                     | ?                    | ?                 |
|             | منظمة الشرطة الجنائية الدولية               | ?                    | ?                 |
|             | الأمم المتحدة                               | 18 سبتمبر 1962       | 24 أكتوبر 1945    |
|             | الاتحاد الدولي للاتصالات                    | 16 فبراير 1963       | 16 يناير 1918     |
|             | مجموعة دول أفريقيا والكاريبي والمحيط الهادئ | ?                    | ?                 |

## وصلات خارجية
- موقع وزارة الخارجية الكوبية